# Microhyla palmipes
Microhyla palmipes és una espècie de granota que viu a Indonèsia i Malàisia.